# Virginité (film, 1951)
Pour les articles homonymes, voir Virginité (homonymie).
Pour plus de détails, voir Fiche technique et Distribution.
Virginité (Verginità) est un melodramma strappalacrime italienne réalisé par Leonardo De Mitri et sorti en 1951.

## Synopsis
Gina Corelli est une belle et naïve provinciale qui quitte la campagne pour Rome avec le rêve de gagner un concours de beauté et de percer ainsi dans le monde du cinéma. Mais elle se fait piéger par Giancarlo, qui prétend l'introduire dans le monde des roman-photos, alors qu'en réalité il fait du trafic de femmes blanches.
Franco Rossi, un voyageur de commerce rencontré par hasard dans le train et immédiatement attiré par elle, tente par tous les moyens d'ouvrir les yeux de Gina, mais sans succès.
Giancarlo, avec l'aide de son ami Renè, une crapule qui se présente à tous comme un comte, et de Giulia, la propriétaire de la pension Aurora, où Gina a trouvé refuge, qui est sa complice depuis longtemps (car elle donne l'hospitalité à toutes les filles que Giancarlo a piégées), choisit de compromettre cette dernière pour l'avoir en son pouvoir et la forcer à se prostituer. Mais Mara Sibilia, une de ses précédentes victimes, qui était également dans les intentions de Giancarlo destinée à devenir une pensionnaire, informe Franco et assassine Giancarlo, puis avoue tout à la police.
Gina se rend enfin compte de la fausseté de ce monde et de l'amour sincère du modeste Franco.

## Fiche technique
- Titre français : Virginité ou Jeunesse imprudente[1]
- Titre original italien : Verginità[2]
- Réalisation : Leonardo De Mitri
- Scénario : Leonardo De Mitri, Mario Massa
- Photographie : Giuseppe La Torre
- Montage : Otello Colangeli
- Musique : Gino Filippini (it)
- Décors : Ottavio Scotti (it)
- Production : Fortunato Misiano
- Société de production : Romana Film (it)
- Pays de production :  Italie
- Langue originale : italien
- Format : Noir et blanc - 1,37:1 - Son mono - 35 mm
- Genre : melodramma strappalacrime
- Durée : 94 minutes
- Dates de sortie : 
  - Italie : 4 septembre 1951
  - France : 20 janvier 1954

## Distribution
- Irene Genna : Gina Corelli
- Leonardo Cortese : Franco Rossi
- Otello Toso : Giancarlo
- Franca Marzi : Giulia
- Eleonora Rossi Drago : Mara Sibilia
- Arnoldo Foà : René
- Tamara Lees : Lidia
- Checco Durante : M. Corelli, le père de Gina
- Pietro Sharoff : professeur d'art dramatique
- Bruno Corelli : directeur des photostories
- Clara Bindi : l'amie de Gina
- Guglielmo Barnabò : impresario
- Mario Siletti
- Renato Lupi
- Franco Pucci
- Roberto Paoletti
- Ciro Berardi
- Mario Ferrari
- Giovanna Galletti
- Ettore Jannetti
- Mario Massa